# آبشار سیدنی
آبشار سیدنی (به انگلیسی: Sydney Falls) آبشاری است که در پارک ملی کوه رینیر، ایالات متحده آمریکا واقع شده و ارتفاع کلی ریزشگاه آن ۲۰۰ فوت (۶۱ متر) است.